# 町丁
町丁（ちょうちょう）は、日本の市町村（特別区を含む。以下同じ。）の区域内に設定される区域である「町又は字」のうち、概ね「字（あざ：大字と小字）」を除くものを指すであろう用語であり、国勢調査などの人口統計等の分野で用いられている。
「町丁」はおそらく、地方自治法においてその区域・名称の新設・変更・廃止の手続が規定され、法令上正式には「町又は字」とされるもののうち「町（まち、ちょう）」を指すものと考えられる。
「町丁」の語は、単独で用いられるよりは、丁目（または丁）のつく町の区域を有する市町村において、その区画ごとの人口を統計として示す時に「町丁別人口」などとして用いられることが多い。この場合、同義の語を「町丁目別人口」と表す市区町村もあり、丁目（または丁）のつく町名のない市町村などでは「町別人口」と表す例も見られる。
町丁（町）の下には、街区符号（○番など）または地番（○番地）が位置付けられる。（地番の前に字（小字）が入る場合もある。）
成立の経緯から市街地を中心に設けられており、農村部における字（あざ）に対応する。市街化に伴って「町」と「字」が混在する地域もある。

## 語義
町丁（ちょうちょう）の語は、『大辞林』において「市区町村内の住居表示に用いられる市街の区分。「三崎町二丁目」のように表示される。」と示される。
「町丁」の語を立項する辞典は『大辞林』のみであり、その他の辞典に「町丁」の語は見られない。また『大辞林』においても初版には町丁の項は見られず、初出は第2版である。その記載についても「「三崎町二丁目」のように表示される。」と「丁目」がつく町の名称をいうことを示唆するような表現であるものの、「丁目」の付かない町・字名は「町丁」に含まれるのか、字句として「丁」がどのような意図で付け加えられているのかなど、市町村下の区画としての「町」との明確な違いなどは判然としない。
一方、「町丁」の語は、総務省がまとめる日本政府の統計において、市町村区内の区域を画する町や丁目を示していると考えられる用語として用いられる。例えば国勢調査では、おおむね市区町村内の△△町、○○2丁目、字□□などの区域に対応する地域を、平成7年国勢調査から「町丁・字等」として集計単位としているが、その説明に「町丁・字等」および「町丁」そのものの用語の説明は見られない。

## 由来

### 町の語義の変遷
元々「町」にも「丁」にも「市街」という意味はなく、日本語だけに限られる字義である。
そもそも「町」の字義は「田を区切る畦」「田の一区画」である。これが日本語に入るに及び、土地などの一部分という意味の「マチ」が訓として当てられた。十巻本『和名抄』にも「町蒼頡篇云町〈他丁反 和名末地〉田地也」とある。これが宮殿ないし邸宅内の一区画を指すようになり、都城の条坊制の区画として「町（まち）」が用いられ「坊」とも字が充てられた。

#### 条坊制と町
都市の区画としての「町」は都城制に基づく日本の宮都の街路（大路・小路）により画される最小の区画であり、その成立は条坊制の成立と時を同じくすると考えられるが定説はない。大化2年（646年）正月の改新の詔には京に坊を置きたりと記されるが、『大宝令』文に基づく修飾文である。平城京出土の木簡には「左京小治町」と既に町の固有名すら生まれているのが垣間見られる。また特定の種類の居住者の名を冠して神祇町、春宮町、修理官町、左近町、御倉町、織部町、縫殿町、木工町といった（いわゆる官衙町）。例は古代から見られ、『続日本後紀』には「以仕丁町地長廿四広四丈広四丈、為陰陽寮守辰丁廿二人盧一居」と見える。だがこの時点では「町」は市街というニュアンスを有さなかった。

#### 市街地という意味への転化
「町」に市街の意味が付き始めるのは古代も末、平安時代末期まで下る。『類聚名義抄』では「店家俗に町と云う」、『和名抄』にも「店、坐売舎（ざうりのや）也」と記されその注に「今俗に町と云う、この類なり」とあり、この頃から「町」の意味が40丈（約120m）四方の区画から商店街の意味を有するようになった。
官衙町から発した通り「町通」は、町口・町尻小路と呼ばれていたのが略されて12世紀半ばには「町」と呼ばれた。『続本朝往生伝』には「左衛門町は潤屋の地なり、店家屋を比べ百物自ら備る」と本来の市であった東市を上回る盛況振りが言及されている。ここを通る「町通」（現在の京都市の新町通）は三条・四条・七条の交点付近に一大商業地を形成していた。
鎌倉時代には「町人」「町屋」という言葉が登場し、鎌倉でも地方でも都会的な場を町と呼ぶことが定着する。
1595年の『羅葡日辞書』には「Vicinus <略>リンカニ イル モノ、ヲナジ chŏni（チャウニ） スム モノ」とある。

### 町と丁
日本では条坊制・条里制により面積および長さの単位としての「町」が普及し、また「丁」は同音であるため長さの単位としては「町」と同じ意味を有するようになった。すなわち、これら単位としての町・丁も日本語だけに限られる字義である。
京都では最初東西二面にしか家屋の門を作ることが認められなかったが（二面町）、後に南北にも認められるようになった（四面町）、この町の4つの辺がそれぞれ一つの町（まち）から分立する「ちょう」として認識されるようになり（四丁町）、応仁の乱の後は向かい合う丁と改めて併せて「町（ちょう）」という自治組織の形態を取るようになった（両側町）
。
今日では町を細かく分けた単位を丁目（ちょうめ）と呼称するが、本来は城下町などの通り沿いに付けられた町が一丁（約109ｍ）ごとに区切られたもので、1614年の『慶長見聞集』には「皆人沙汰しけるは本町二丁目の滝山彌次兵衛は家をはんぶん瓦にて葺たり」とあり、近世初期にはこの言い方が確立していたことがわかる。
ただし、松江や和歌山や仙台のように町（まち）を町人の居住地、丁（ちょう）を武士の居住地として厳然と使い分ける例も見られる。特に和歌山市（特に昭和の大合併以前の旧市街）では2018年現在もなお町名と同数規模の丁名が使用されており、町名ではなく町丁名と呼ぶことがある。福岡市では、大半の市街化区域は丁目で示されるが、旧博多部は町（まち）のみで構成されている。

## 近世の町割り
近世には兵農分離により、城下町において町人と武士の住む場所は濠や堤によって分けられるようになった。
安土桃山時代、安土（現在の近江八幡市安土町）では武士と町人が混住しすぎたため様々な身分上の対立が起こり問題があった。そこで、豊臣秀次は八幡では武家屋敷と町屋は明瞭に区分して一つの城下町を作らせた。これが近世の城下町における典型的な町割りの嚆矢となった。
各々の町は形態的には街路網により地割が画定され江戸、仙台、甲府、駿府、名古屋、大阪、小倉などの碁盤型、伊賀上野、秋田、福島などの短冊型などがあった。
江戸時代初期には職人町と商人町とに分けられた。職人町には大工町、石切町、塗師町、樋町、鍛冶町（鍛治町）、紺屋町、大鋸町、研屋町、金屋町、細工町、檜物師町、畳町、瓦町などの名があり、商人町には肴町（魚町、魚屋町）、米町（穀町、石町）、塩町（塩屋町）、油屋町、茶町、八百屋町（青物町）、紙屋町（紙町）、呉服町、瀬戸物町、材木町（木町）、博労町（馬喰町）など、交通関係では伝馬町、旅籠屋町、連雀町（連尺町）などがあった。これらは大名によって職能集団ごとに町立てが命じられた結果である。一方、大坂では人名を冠した町名が非常に多くあり（特に現在の大阪市中央区）、これらは町開発者（町立てを主導した人物）の名だという。

## 近代における町
今日でも、「町名」が市町村のうちの町の名称である場合、市町村内の町丁を呼ぶことが多い。これは上述してきたように「町」が元々区画を表す言葉であったためである。大きな都市の一部分として「町名」と言う用法は江戸時代の人情本『恋の若竹』にも「どうも町名（チャウメイ）が解らぬが礼に行くのに大きに困った、何方（どっち）へ行った」とあるように近世にはあった用法である。
複数の町を含む町場を集合的に町と呼ぶことは近世からあった。しかし1889年（明治22年）前後の町村制施行によるいわゆる明治の大合併により全国の区町村が統合され、地方公共団体としての「町」が誕生した。都市を構成していた（これまで町が集合して都市になっていたか、村の中の市街が町と呼ばれていたかしていた）複数の町が合わさって一つの市町村として町になった場合、旧来の町の名称はそのまま使われ続け（旧来の村々は大字と名を変えて混乱を免れた）、地方公共団体としての町の中に町丁がある状態となった。さらに東京周辺においては、東京15区をもって東京市が設置するのに伴い、区部と郡部との境界が一部変更された際、区部から郡部に移行した町丁は、その町丁の区域でひとつの大字とした（例：赤坂区青山北町七丁目→豊多摩郡渋谷町大字青山北町七丁目等）ため、同一の市町村の区域内に旧来の村による広大な大字と町方由来の町割・町名を保存したままの狭小な大字が混在するケースも見られた。
また、後に大字を有する町村を合併した際に大字の上に旧来の町村の名称を冠した「町（ちょう）」を冠するという例もよく見られる。都市化が進み区画整理を行うと、旧来の字を廃して新たに町丁を設定するが多い。